# L'ultima minaccia
(Ultima battuta del film, diventata celebre, pronunciata dal protagonista al telefono con il suo antagonista: vedi fotogramma a lato)
L'ultima minaccia (Deadline - U.S.A.) è un film del 1952 diretto da Richard Brooks.

## Trama
Il direttore si oppone alla cessione del suo giornale dopo la morte dell'editore, cercando di portare a termine la campagna contro un'organizzazione criminale guidata da un boss mafioso. Riuscirà nell'intento proprio all'ultimo numero del quotidiano con la sua direzione.

## Produzione
Il soggetto e la sceneggiatura del film s'ispirò a fatti veri: la chiusura del New York World dopo la morte di Joseph Pulitzer.

## Distribuzione
Nella versione originale del film il boss della malavita oggetto dell'inchiesta giornalistica di Humphrey Bogart è Rienzi, di origine siciliana, che nella versione italiana è stato mutato in Rodzich, originario dell'Europa dell'Est.